# Boér Elek (jogász, 1872–1952)

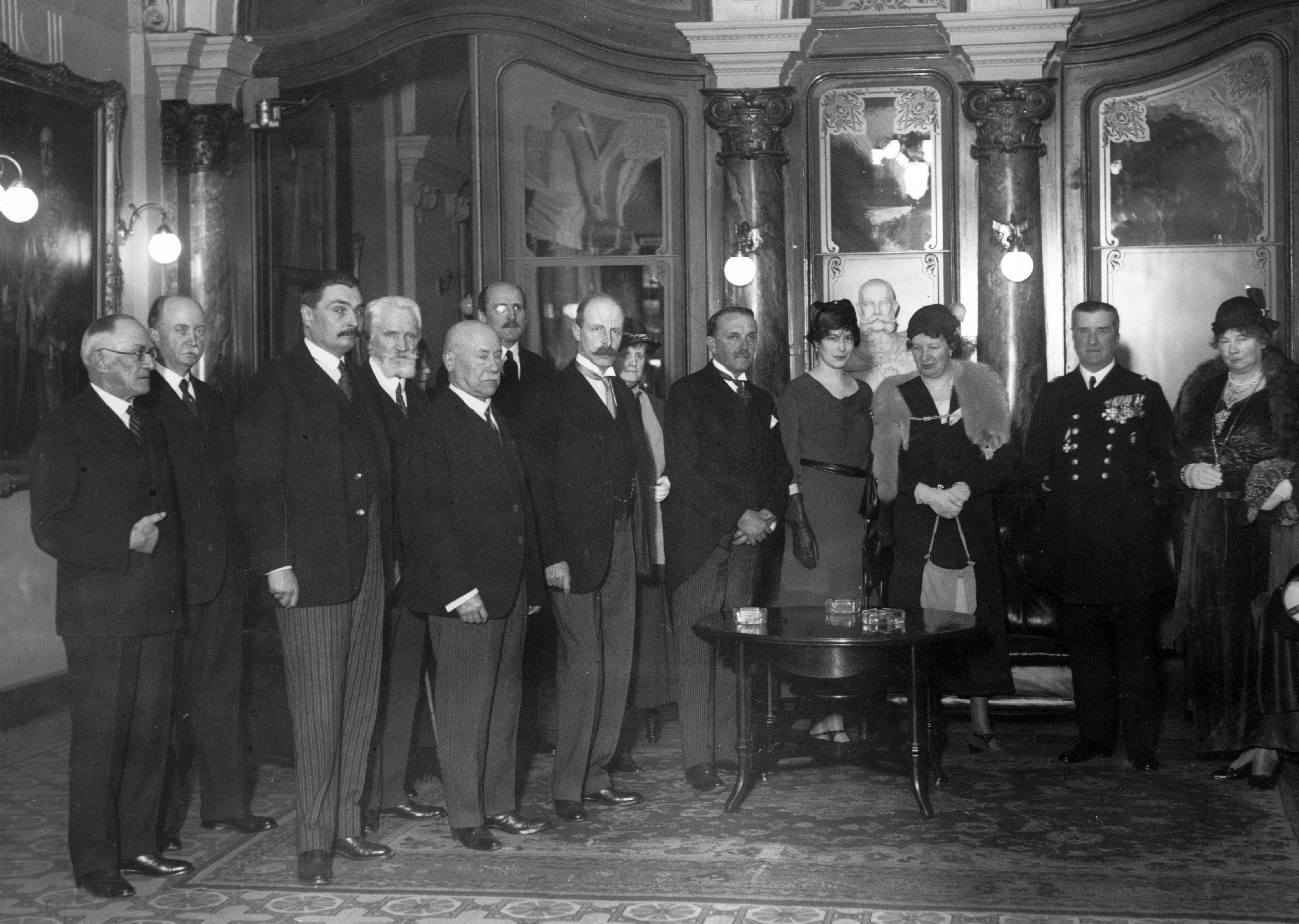
Váci utca 38. Országos Tiszti Kaszinó. A felvétel 1934. március 19-én készült Percy Thomas Etherton ezredes előadása alkalmával, melyet a Mount Everest átrepüléséről tartott. Balról 1. Boér Elek egyetemi tanár, 2. Paikert Alajos múzeumigazgató, 3. báró Villani Lajos diplomata, 4. Dr. Cholnoky Jenő földrajztudós, 5. Lukács György jogász, miniszter, 6. József főherceg, 7. P. T. Etherton ezredes, 9. báró Perényi Zsigmond politikus, koronaőr. Jobbról 1. Auguszta főhercegasszony, 2. Horthy Miklós kormányzó, 4. Magdolna főhercegnő.

Boér Elek (Maroscsapó, 1872. november 26. — Újfehértó, 1952. január 8.) magyar jogtudós, jogpolitikus, kutatási területe a közigazgatási jog.

## Életpályája
Felsőfokú tanulmányait a kolozsvári, a bécsi és a berlini jogi egyetemeken végezte 1893-1897 közt. Sub auspiciis regis jog- és államtudományi doktori oklevelét 1898-ban kapta meg a kolozsvári egyetemen. Egyetemi magántanári kinevezést kapott 1906-ban, majd 1910-ben egyetemi tanár a kolozsvári egyetemen. A trianoni békeszerződés után a Kolozsvári Magyar Királyi Ferenc József Tudományegyetem Szegeden nyert elhelyezést, itt Boér Elek 1921/22-ben a Közigazgatási és Pénzügyi Jogi Tanszéket vezette. 1922. augusztus 25-én nyugdíjazták, utódja Ereky István lett. Boér ezután Budapesten folytatta jogászi és politikusi pályáját, majd 1926-1931 közt a Washingtoni hármas vegyes döntő bíróságnál képviselte Magyarországot. A Közigazgatási bíróság ítélőbírája 1926-tól, majd 1940-ben elnöke.
1919 és 1932 közt mintegy 56 előadást tartott különböző nemzetközi konferenciákon a magyar és az európai kisebbségi egyházak helyzetéről, a békeszerződések revíziójáról és a Népszövetség működéséről.
1951-ben jogtudós fiával, ifj. Boér Elekkel együtt kitelepítették Újfehértóra, mindketten ott haltak meg tragikus körülmények közt, az apa 1952-ben, fia két év múltán, 1954-ben. A Rákosi-korszak áldozatai lettek.

## Kötetei
- A porosz község ... szervezete. Kolozsvár, 1898. 46 p.
- A közigazgatási bíráskodás czéljáról, tárgyköréről és szervezetéről. Tanulmány a közigazgatási jog köréből; Politzer, Bp., 1903
- Közigazgatási bíráskodás. Tanulmány a közigazgatási jog köréből; 2. kiad.; Grill, Bp., 1907
- Magyar közigazgatási jog. Általános rész; szerzői, Kolozsvár, 1908
- Törvényhatósági önkormányzatunk és közigazgatási bíróságunk hatáskörének kiterjesztése; Magyar Jogászegylet, Bp., 1908 (Magyar jogászegyleti értekezések)
- Magyar közigazgatási és pénzügyi jog. 1. Általános rész; Grill, Bp., 1912
- A közgazdaságtan rendszere és a politika; MTA, Bp., 1943 (Értekezések a nemzetgazdaságtan és statisztika köréből U. S.)